# Claudia Grötzebach
Claudia Grötzebach (* 2. Juli 1964 in Apen/Ammerland) ist eine deutsche PR-Beraterin, Coach und Buchautorin.

## Werdegang
Claudia Grötzebach schloss das Studium der Politologie, Sinologie und Volkswirtschaftslehre in Bonn mit einer Magisterarbeit zum Thema Deutsch-chinesische Städtepartnerschaften – Anspruch und Wirklichkeit ab. Anschließend arbeitete Grötzebach zunächst als Assistentin und Büroleiterin im Büro des Bundestagsabgeordneten Heinz-Günter Bargfrede. Später wechselte sie in das Büro der MdB Gabriele Wiechatzek (Berlin).
Mit dem Umzug des Bundestages nach Berlin entschied sie sich für die Selbständigkeit als Trainerin und Beraterin. Den Einstieg in diese Tätigkeit fand sie schon im Studium über das Management-Kolleg Vierwaldstättersee, wo sie ein Praktikum absolvierte und später innerbetrieblich die Grundlagen der Trainertätigkeit lernte.

## Wirken
Zu Beginn ihrer Selbständigkeit lag der Schwerpunkt auf der politische Bildungsarbeit, wo sie bis zur Ministerebene trainierte. Später wechselte sie in die Wirtschaft.
Grötzebach ist als freie Trainerin, Beraterin, Coach und Autorin tätig vor allem in vier Feldern:
- Krisenberatung und -überwindung
- Rhetorik und Gesprächsführung,
- Interkulturelles (Schwerpunkt China) und demographieorientiertes Training
- Train-the-Trainer für aktivierende Trainings- und Beratungsmethoden.

Seit den 1990er Jahren ist Grötzebach in verschiedenen Funktionen ehrenamtlich aktiv. Vor allem in Berufsverbänden übernahm sie Funktionen. Eine der Tätigkeiten, war die Ausrichtung der „Spielewerkstatt“ später „Methodenwerkstatt“ in Bergisch Gladbach, ein lokaler Kongress mit Ausstellung für aktivierende Lehr- und Lernmethoden.
Als Vorstandsmitglied der Deutschen Gesellschaft für Suggestopädisches Lehren und Lernen e.V. gab sie zwei Bücher heraus, die die suggestopädische Lehrmethode erläuterten.

## Veröffentlichungen
- 2010: Beschwerdemanagement, Cornelsen Verlag
- 2010: Spielend Wissen festigen: Effektiv und nachhaltig. Lern- und Wissensspiele für Training und Unterricht, Beltz Verlag
- 2008: Gekonnt schlagfertig – nie wieder um Antwort verlegen, Cornelsen Verlag
- 2008: Spiele und Methoden für ein Training mit Herz und Verstand, Gabal Verlag
- 2007: Vorsicht! Manipulation: Unfaire Dialektik erkennen und ihr wirkungsvoll begegnen., 1. Auflage., Cornelsen Verlag
- 2006: Trainieren mit Herz und Verstand: Eine Einführung in die suggestopädische Trainingspraxis, Gabal Verlag
- 2003: Coautorenschaft: „Kompetent entscheiden“, Verlag Edumedia
- 1999 „Trost und Zuspruch“, Pabel Moewig Verlag